# Marin Bikes

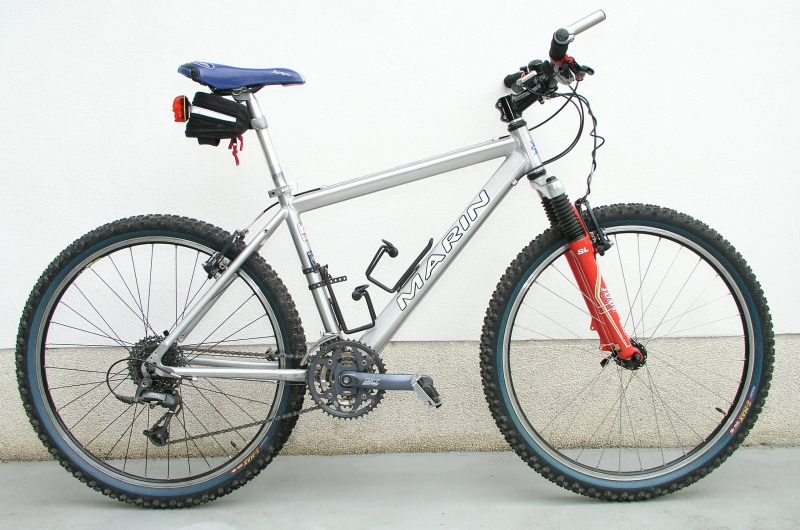
Rower Matin MTB

Marin Bikes – przedsiębiorstwo produkujące rowery, z siedzibą w hrabstwie Marin w Kalifornii. Przedsiębiorstwo powstało w roku 1986. Specjalizuje się w rowerach górskich, posiada jednak również duży wybór innych typów rowerów. Wiele modeli tego producenta nosi nazwy miejsc wewnątrz, jak i w obrębie hrabstwa Marin.